# Stängelloser Frauenschuh
Der Stängellose Frauenschuh (Cypripedium acaule), auch Rosablütiger Frauenschuh genannt, ist eine nordamerikanische Pflanzenart aus der Gattung Cypripedium in der Familie der Orchideen (Orchidaceae).

## Merkmale
Der Stängellose Frauenschuh ist eine ausdauernde Pflanze mit einem Rhizom, die Wuchshöhen von 20 bis 45 Zentimeter erreicht.
Es entwickeln sich zwei Blätter, die direkt aus dem Rhizom entspringen. Sie sind oval und messen 10 bis 28 × 5 bis 15 Zentimeter. Die Blüten stehen einzeln an dem blattlosen, zwischen den beiden Blättern entstehenden Blütenstand. Die äußeren und inneren Perigonblätter sind kürzer als die Lippe und gelblichgrüne bis purpurn. Die seitlichen Petalen sind schmal und etwas verdreht. Die Färbung der Lippe reicht von weiß mit roter Aderung bis rosenrot. Die Lippe ist länglich-oval geformt, 3 bis 7 Zentimeter lang, die Öffnung ist ein schmaler Schlitz längs ihrer Oberseite. Das Staminodium ist abgerundet quadratisch bis rhombisch geformt.
Blütezeit ist von April bis Juni.
Die Chromosomenzahl beträgt 2n = 20.

## Fortpflanzung
Der Aufwand, den Stängellose Frauenschuhe für ihren Fortpflanzungserfolg betreiben, ist über mehrere Jahre von einem Botanikerteam der Boston University untersucht worden. Untersuchungsgegenstand war eine Population in Hartholz-Wäldern im Osten des US-Bundesstaates Massachusetts. Blütenstängel, Blüte und Reproduktionsorgane machen 18 Prozent einer getrockneten Pflanze aus. Der Aufwand, den eine durchschnittlich große Pflanze betreibt, um erfolgreich Hummeln anzuziehen, befruchtet zu werden und dann eine Samenkapsel die ein paar tausend winzige Samen zu produzieren, reduziert die Wahrscheinlichkeit, dass diese Pflanze auch im nächsten Jahr blüht, um fünf bis sechzehn Prozent. Eine erfolgreiche Fortpflanzungssaison kann das Wachstum einer Pflanze für die nächsten vier Jahre beeinflussen.

## Vorkommen

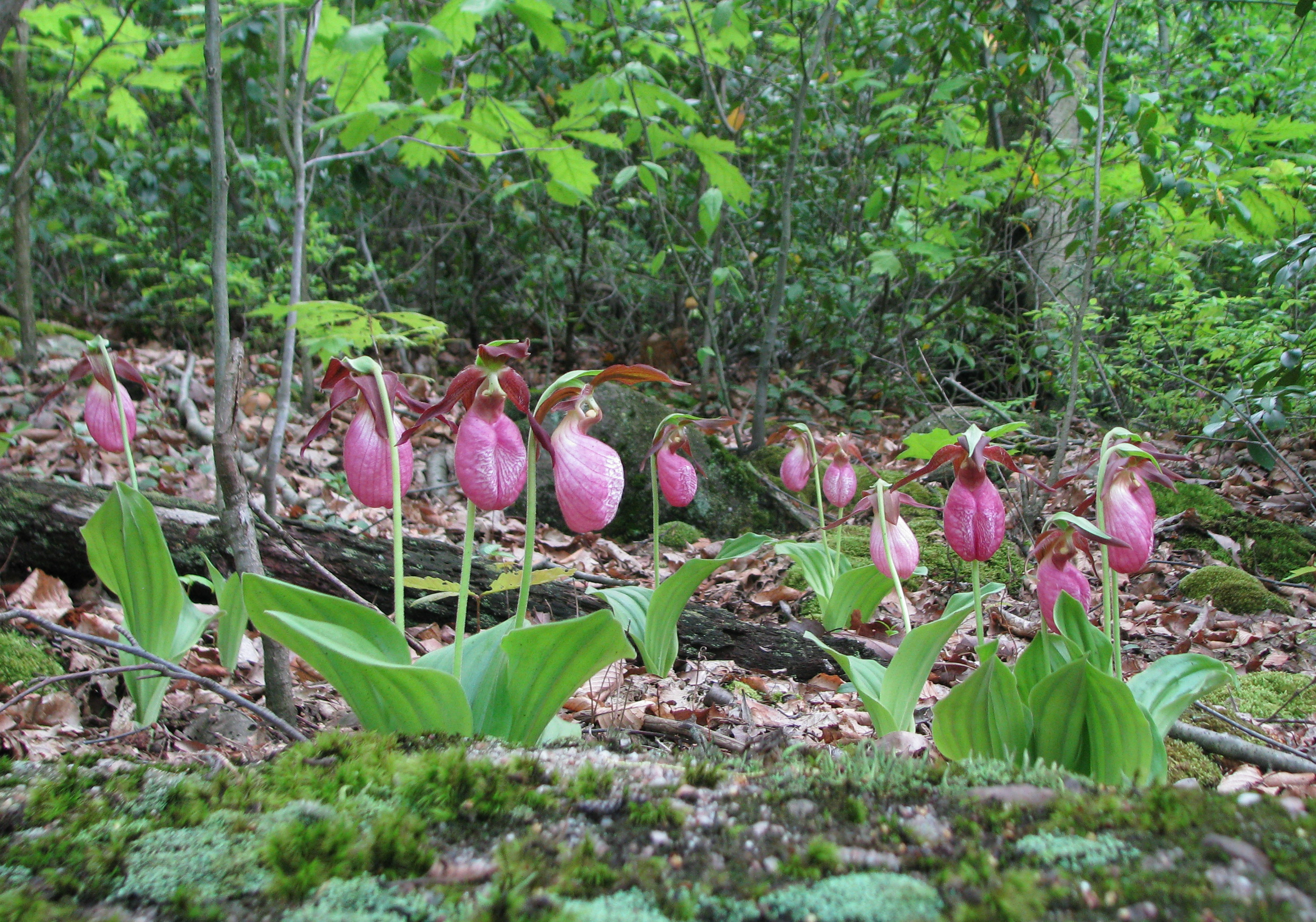
Stängelloser Frauenschuh

Der Stängellose Frauenschuh kommt im warmen bis gemäßigten Nordamerika in trockenen bis nassen Wäldern, Sümpfen und Heiden in Höhenlagen von 0 bis 1200 Meter vor. Er wächst auf stark sauren Böden. Das Verbreitungsgebiet reicht vom zentralen und östlichen Kanada bis zu den nördlich-zentralen und östlichen Vereinigten Staaten.

## Taxonomie
Der Stängellose Frauenschuh wurde 1789 durch William Aiton in Hortus Kewensis Band 3, Seite 303 als Cypropedium acaule erstbeschrieben.

## Nutzung
Der Stängellose Frauenschuh wird selten als Zierpflanze für Gefäße genutzt. Die Art ist seit spätestens 1786 in Kultur.

## Belege

### Einzelbelege
1. ↑  
Tropicos. (tropicos.org)
2. ↑  Stephen L. Buchmann, Gary Paul Nabhan, Edward Osborne Wilson, Paul Mirocha: The forgotten pollinators. Covelo : Island Press, Washington 1996, ISBN 1-55963-353-0, S. 44, 45.
3. ↑  
Cypripedium acaule. In: POWO = Plants of the World Online von Board of Trustees of the Royal Botanic Gardens, Kew: Kew Science, abgerufen am 23. März 2020.